# 诺伊恩基兴 (迪普霍尔茨县)
诺伊恩基兴（德語：Neuenkirchen，發音：[ˈnɔʏənˌkɪʁçn̩] ⓘ）是德国下萨克森州的市镇，属于迪普霍尔茨县。该市镇总面积为14.66平方千米，2023年12月31日总人口为1,233人。
當地於1258年的一份文獻中首次被提及。當地有一個建于13世纪的教堂。